# Вятское (музейный комплекс)
Историко-культурный комплекс «Вятское» имени Е. А. Анкудиновой — музейный комплекс, расположенный на территории села Вятское в Некрасовском районе Ярославской области. С 2019 года является кандидатом на включение в список всемирного наследия ЮНЕСКО в России.

## История
Музейный комплекс включает в себя 15 открытых в Вятском музеев, 1 филиал «Вятского» в Ярославле — Центр современного искусства «Дом муз» и более 30 восстановленных памятников архитектуры. Проект был начат в 2008 году и продолжает развитие на средства, инвестируемые предпринимателем О. А. Жаровым. В 2012 году музейный проект «Вятское» и его создатели (О. А. Жаров, музейный работник Е. А. Анкудинова, художник Н. А. Мухин) были отмечены Государственной премией РФ в области искусства и культуры за вклад в возрождение и развитие традиционных культурных и исторических ценностей.
В «Вятском» ведётся краеведческая и издательская работа. На базе «Вятского» проходят конференции и семинары, посвящённые развитию туризма, музейного дела, вопросам современного искусства. Ежегодно проводятся фестивали «Провинция — душа России», «Дни Н. А. Некрасова в Вятском», организуются массовые гуляния на Новый год, Масленицу и другие праздники. Возрождаются традиции местных народных промыслов и известного досоветского местного бренда — «вятских» огурцов. Туристический поток музейного комплекса составляет более 100 тыс. посетителей в год.
В 2015 году Историко-культурный комплекс «Вятское» получил Гран-при на главном музейном фестивале страны «Интермузей-2015».
В 2022 году Распоряжением Правительства РФ присвоен статус негосударственного музея федерального значения. На сегодняшний день комплекс «Вятское» является единственным частным музеем, обладающим таким статусом.

## Музейный комплекс
В музейный комплекс историко-культурного комплекса «Вятское» входят постоянно действующие экспозиции:
- Музей русской предприимчивости ➤
- Музей возвращённой Святыни ➤
- Музей «Дом Горохова» ➤
- Музей «Русская банька по-чёрному» ➤
- Музей кухонной машинерии ➤
- Музей «Детский мир» ➤
- Музей-Печатня «Страницы истории печатного дела»➤
- Политехнический музей ➤
- Музей «Дом ангелов» ➤
- Музей «Нумера купцов братьев Урловых» ➤
- Музей «Звуки времени» ➤
- Музей русских забав ➤

### Музей русской предприимчивости

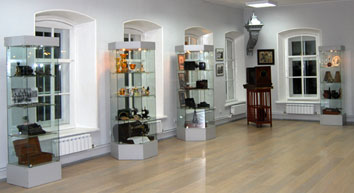
Музей русской предприимчивости в Вятском

Музей открыт в бывшем особняке купца-старообрядца И. И. Галочкина (декабрь 2008) и посвящён развитию предпринимательства в селе Вятском. Директор музея — Мальцева Нина Юрьевна, член Ярославского историко-родословного общества. В экспозиции представлены: традиционная одежда, гончарные изделия, старинные фотографии, большая коллекция действующих музыкальных аппаратов XVIII—XX веков. Постоянная выставка посвящена археологическим раскопкам и жизни митрополита Рязанского и Касимовского Симона, который вырос в Вятском. Ещё одна экспозиция представляет сельскую школу: здесь воссоздан класс со старыми партами и грифельной доской.
Экспозиции:
- «История одного села, которое хотело стать городом»
- «Школа — век двадцатый…»
- Экспозиция посвященная жизни и деятельности митрополита Симона

В рамках экскурсионных программ организовано посещение постоянно действующей художественной галереи, церкви Воскресения Христова (1750 г.), часовни-купели и скульптурной группы «Живоносный источник», памятника императору Александру II, Успенской старообрядческой церкви в селе Елохино.

### Музей возвращённой Святыни
Главный экспонат музея — старинное Евангелие XVIII века, напечатанное в Москве в 1758 году. Драгоценный оклад создали мастера на столичной фабрике золотых и серебряных церковных вещей. Книга хранилась в Воскресенской церкви с 1776 года, потом была утеряна в годы революции и возвращена в село в 2014 году. В музее представлены работы современных художников: изделия из керамики Валентины Кузнецовой, мультимедийную инсталляцию художника-авангардиста Гора Чахала, скульптуры художника-монументалиста Михаила Бекетова.

### Музей «Дом Горохова»
Музей расположен в бывшем доме зажиточного крестьянина Горохова, который торговал знаменитыми вятскими огурцами и одеждой собственного производства. Воспроизведён интерьер сельского жилища XIX в. с хозяйственными постройками вокруг. На первом этаже дома — экспонаты из торговой лавки: упаковки для товаров, старые весы и крестьянская одежда для продажи. На втором этаже представлен станок, на котором мяли лён. В подвале дома — огуречный погреб.

### Музей «Русская банька по-чёрному»
Музей представляет собой несколько деревянных бань на берегу реки Ухтанка. Экспозиция показывает устройство старинных бань, топившихся «по-чёрному».

### Музей кухонной машинерии
В музейной коллекции — старинные принадлежности для готовки: яблокочистки, кофемолки, первые домашние холодильники и тостеры XIX века. В музее можно увидеть деревянную стиральную машинку, устройство для набивания колбас, мясорубка купца Репина и одна из первых в России центробежных медогонок для выкачивания мёда из сот.

### Музей «Детский мир»

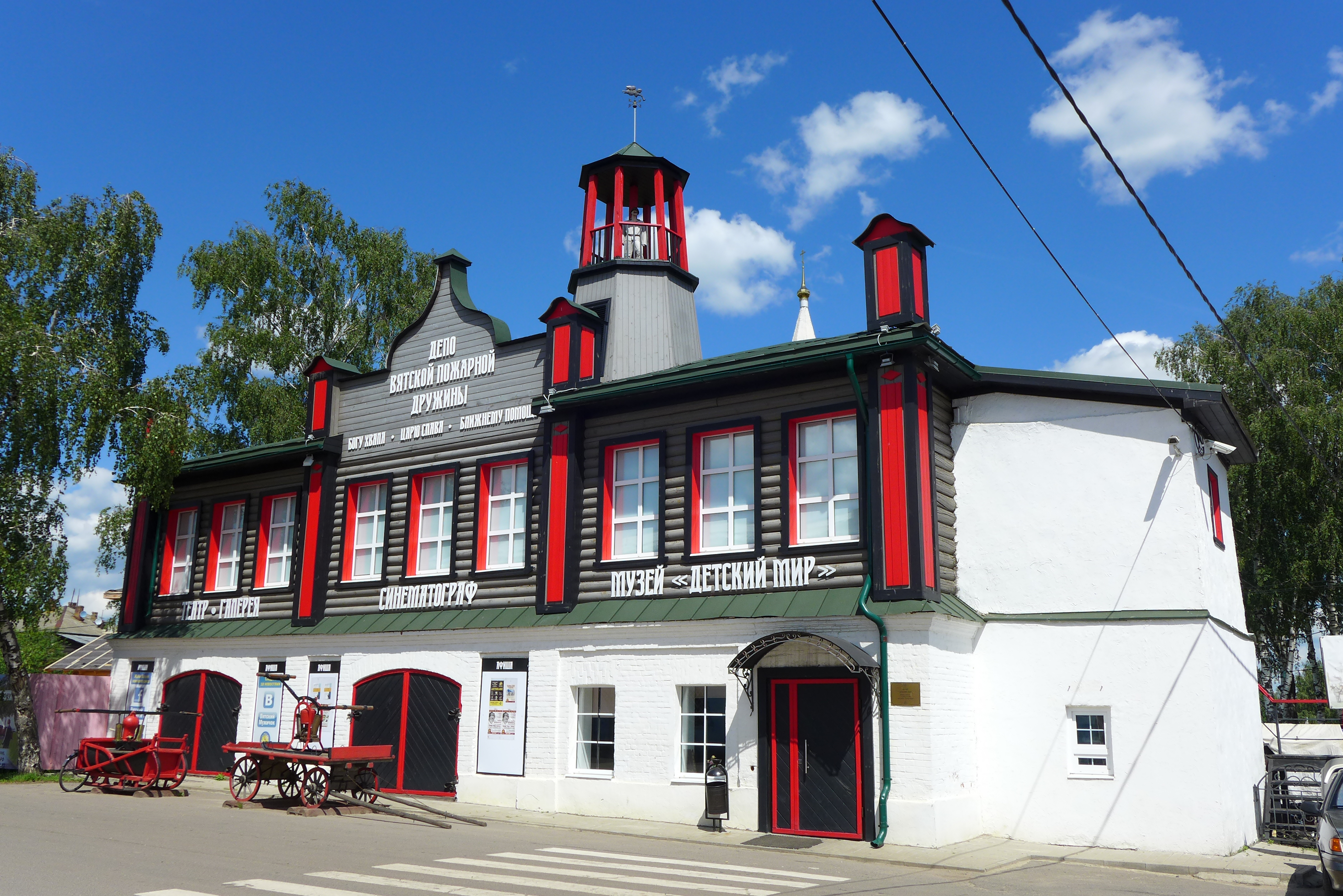
Здание депо пожарной дружины, где расположена экспозиция музея «Детский мир»

В настоящее время музей «Детский мир» сфокусирован на объединяющем всех людей волшебном празднике Нового года. Даже жарким летним днём гости имеют возможность оказаться в атмосфере зимнего торжества. На выставке представлены раритетные атрибуты этого праздника – коллекция заслуженного артиста России Александра Олешко, собранная им за годы гастролей, поездок по разным уголкам России. На ёлке блестят добротные старые игрушки, на стенах – плакаты и открытки из счастливого советского детства, и везде – главные персонажи Нового года – Деды Морозы со своими внучками. Без сомнения, выставка увлечёт детей, а взрослых заставит хоть на несколько минут перенестись во времена, когда они ещё верили в чудо и сказку.
На втором этаже расположена выставка «Цирк зажигает огни!». Более 100 лет прошло с момента учреждения первых государственных цирков в нашей стране. И эта вековая история изобилует яркими, славными страницами и именами. На весь мир стали известны отечественные цирковые номера, артисты, дрессировщики, режиссёры, заслужившие немало наград международных фестивалей. Советский цирк имеет свой особый стиль. Его искромётные образы нашли отражение на выставке «Цирк зажигает огни!», где представлена тематическая коллекция Александра Олешко.

### Музей-печатня «Страницы истории печатного дела»
В музее представлены три эпохи печатного искусства: «Печатни» Ивана Фёдорова конца XVI века, мастерской голландского офортиста Андриана Шхонебека конца XVII века и французской литографии начала XIX века. В экспозиции — действующие печатные станки: оригинальные машины и реконструированные по старинным чертежам. Выставлены произведения, выполненные в различных техниках печати — гравюра, литография, офорт (работы художников-графиков Новосельской Нины Николаевны, Сердюкова Владимира Ивановича, Сердюкова Николая Владимировича и Сердюковой Наталии Николаевны).

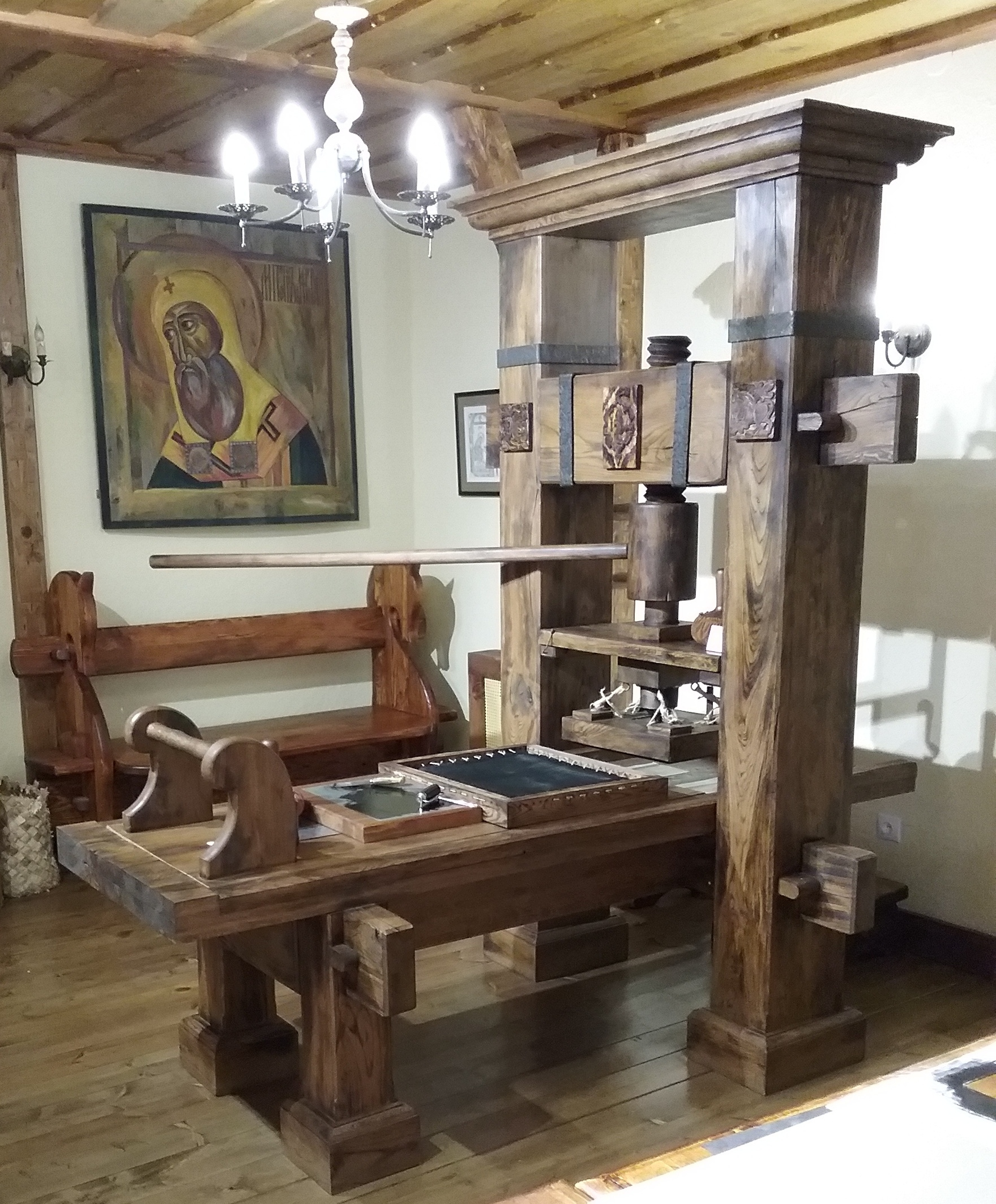
Ручной книгопечатный пресс
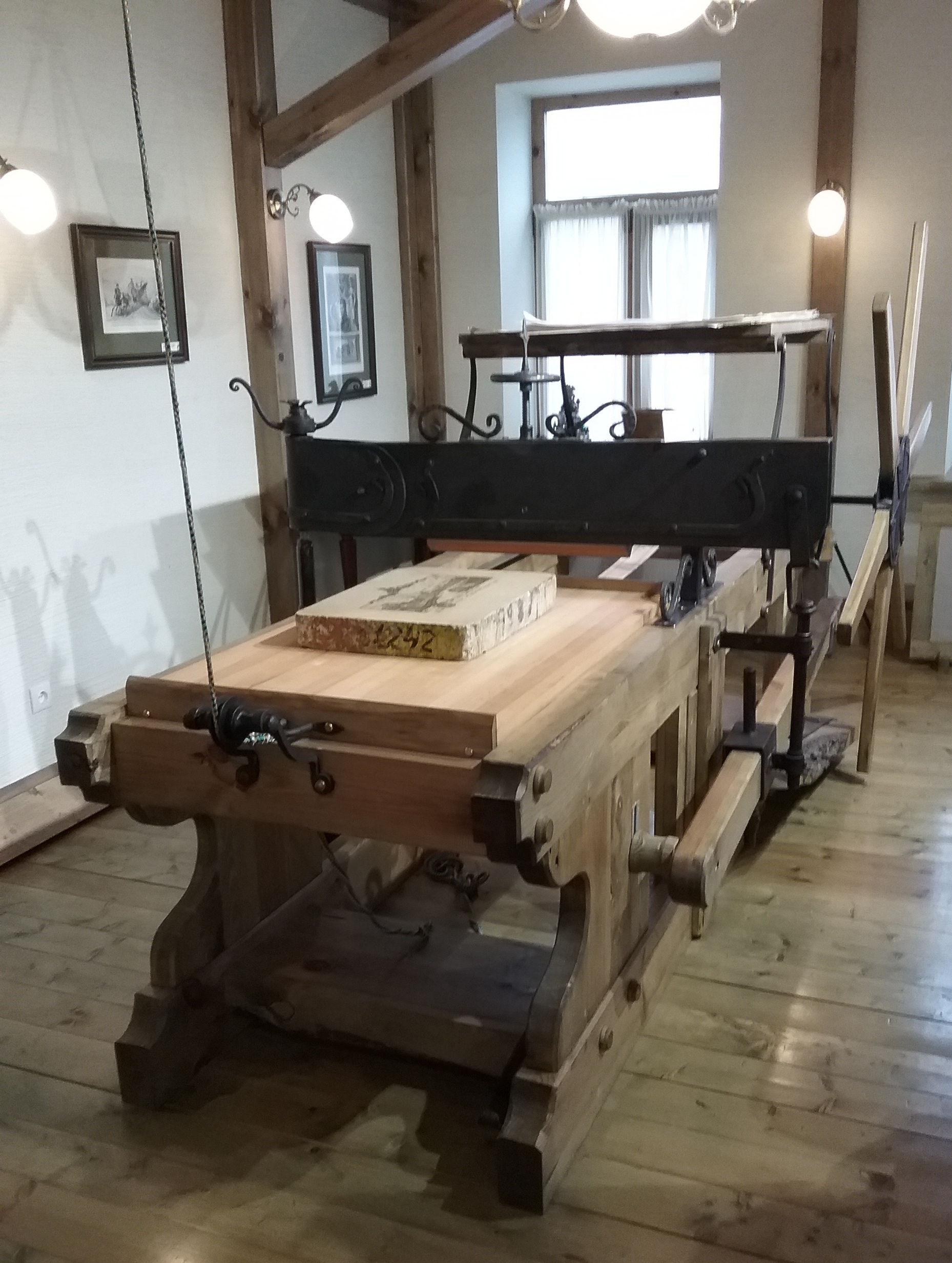
Ручной литографский станок
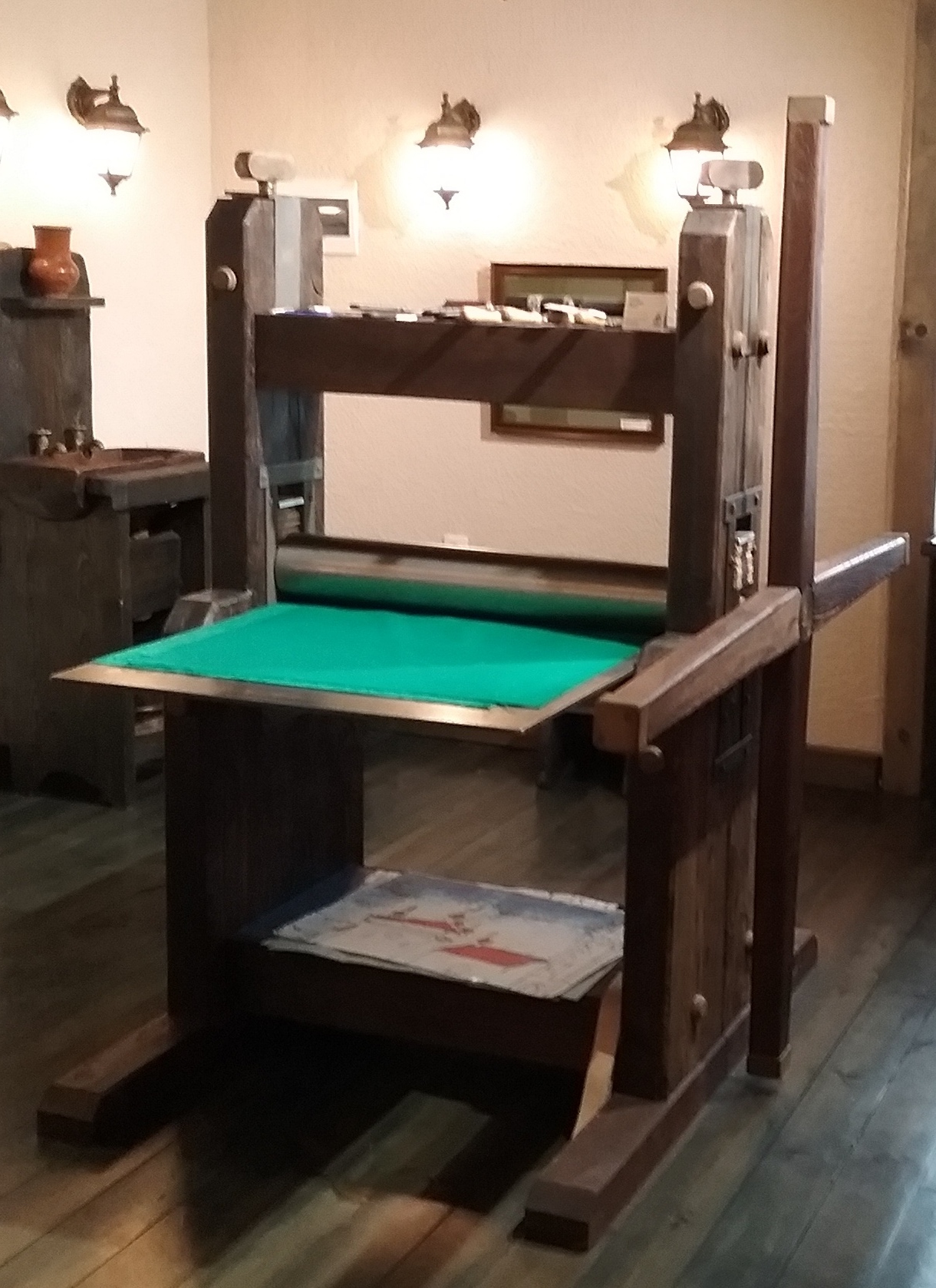
Ручной офортный станок

### Политехнический музей
В музее открыты две экспозиции. В первой собраны различные механизмы и приборы XIX — начала XX века (ткацкий и валяльный станки, соломорезки; фабричные станки начала XX века: токарный, сверлильный, столярный; дистелефон и арифмометр, печатная машинка и волшебный фонарь, диаскоп, редкие часовые механизмы). Вторая оформлена в виде комнаты советской эпохи, где можно увидеть технику 1950—1960-х годов прошлого века.

### Музей «Нумера купцов братьев Урловых»
В музее представлен гостиничный номер конца XIX — начала XX века (прихожая, кабинет, гостиная и спальня). В экспозиции можно увидеть образцы предметов быта и произведений декоративно-прикладного искусства эпохи модерн.

### Музей «Дом ангелов»
В музейной коллекции представлены картины, скульптуры, графика и инсталляции с изображением ангелов, в том числе собрание икон с изображением девяти ангельских чинов. Музей посвящён одному из жителей Вятского — родоначальнику промышленного альпинизма в России Петру Телушкину, отремонтировавшему повреждённое крыло ангела на вершине Петропавловского собора (1830).

### Музей «Звуки времени»

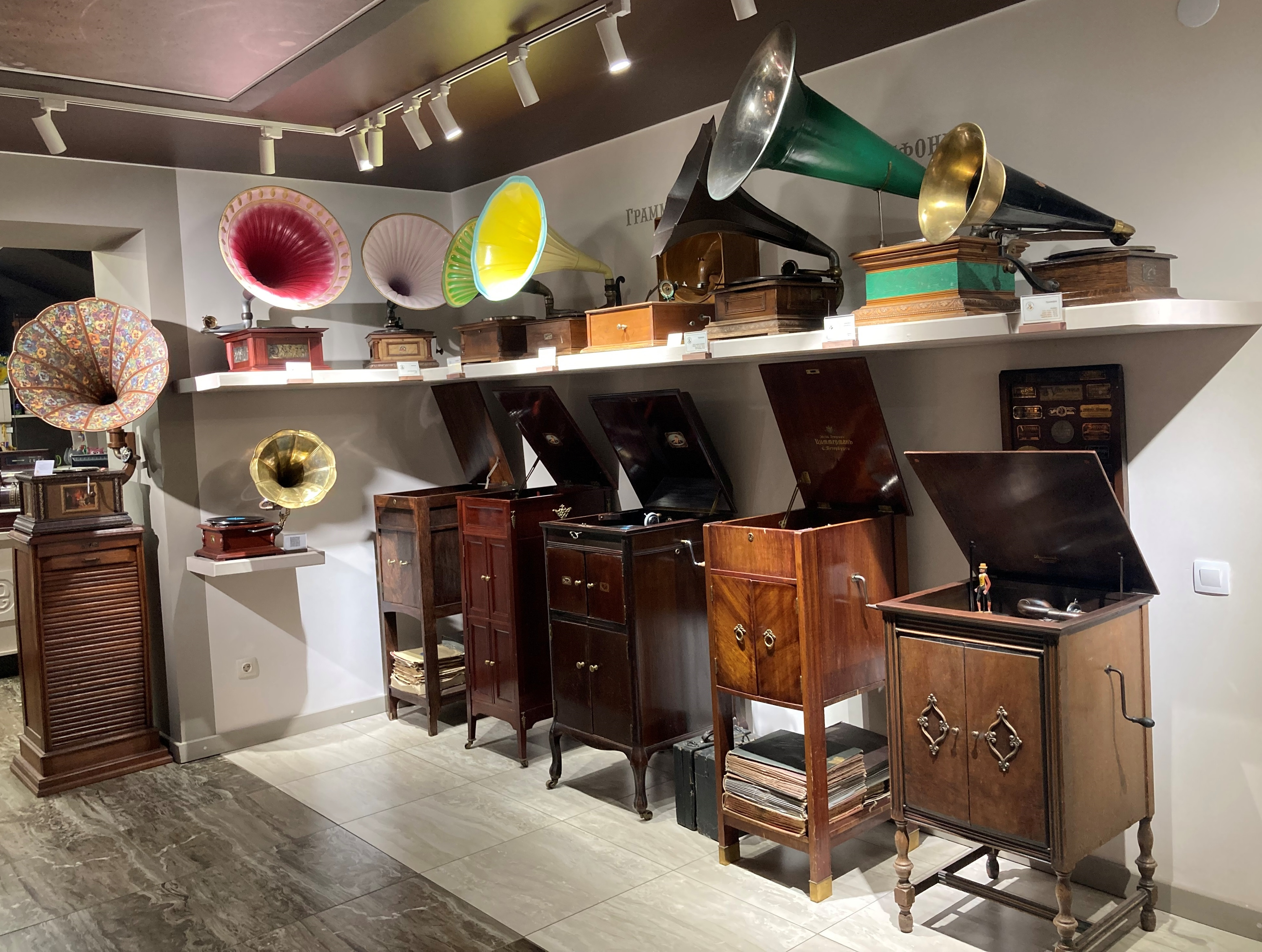
Экспозиция музея Звуки времени

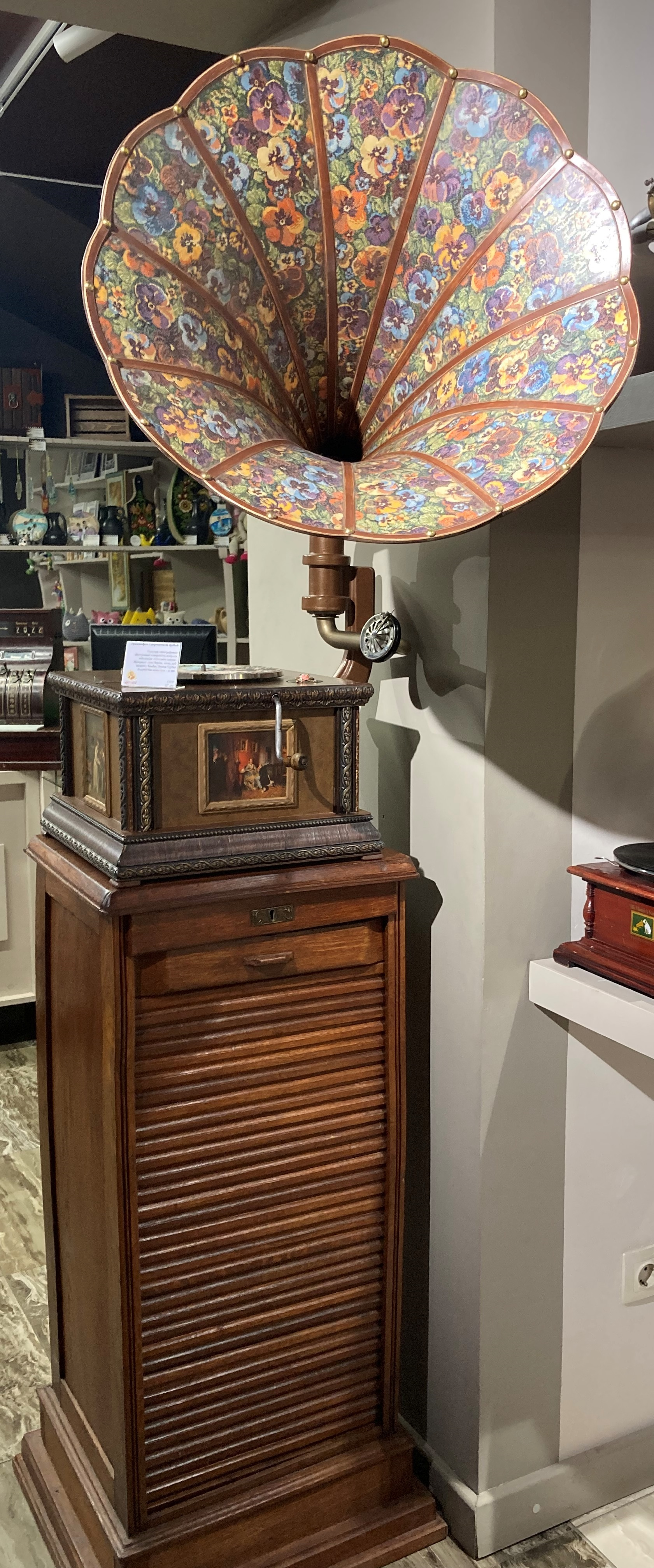
Граммофон с деревянной трубой

В музее представлена одна из лучших европейских коллекций звукозаписывающих и звуковоспроизводящих музыкальных инструментов. Жемчужиной коллекции является орган братьев Бруггеров (первая половина XIX века), таких в России сохранилось всего четыре. Каждый из экспонатов является штучным изделием: музыкальная шкатулка торгового дома Циммермана, детская шарманка, органетто, фонолы и пианолы, граммофоны и патефоны, русская шарманка 1910 года. Богато украшенная, с инкрустированными в корпус тремя картинами, исполненных маслом, русская шарманка является редким экземпляром: на сегодняшний день в нашей стране их сохранилось несколько штук.

### Музей русских забав
Музей представляет собой небольшую площадку, на которой расположены старинные аттракционы прошлых веков (качели, карусели, масленичное колесо обозрения), выполненные по старинным рисункам. Здесь также бережно собирают и воссоздают забытые весёлые игры и забавы, популярные некогда на Руси.

### Музей «Магазин венской мебели»
Откройте для себя стиль, индивидуальность, философию, воплощённую в предметах мебели, что восхищала австрийского принца и стала доступна широким массам. В экспозиции представлены изделия разных фирм, объединённые общим узнаваемым стилем. Вы можете спутать венский вальс, венский кофе, но перепутать венский стул с каким-либо другим после посещения музея невозможно. Дизайн этих предметов выполнен так удачно и талантливо, что не менялся веками. А пережить столетия эксплуатации им позволила легендарная прочность: шутка ли – венский стул проверяли, сбрасывая с Эйфелевой башни!

### Музей «Гостиная времени»
В музее часов «Гостиная времени» посетители смогут совершить путешествие в удивительный мир часовых механизмов и познакомиться с вневременными традициями чайного этикета.
Коллекция часов стала складываться значительно раньше создания Историко-культурного комплекса «Вятское». Первоначально часовые механизмы украшали интерьеры ресторана-музея Вятского и были его визитной карточкой. С Нового года ресторан в Вятском работает в новом здании, а вот семейство часов не поменяло прописку. К слову, жилой дом Телушкиных, в котором в течение десяти лет располагался ресторан-музей, остался местом для душевных и неторопливых бесед под музыкальное пение часов.
Часов в музее более 300 экземпляров, здесь гости могут совместить приятное с полезным и посетить мастер-классы по семейной культуре общения и столовому этикету в интерьерах антикварной мебели. На втором этаже расположилась антикварная мебель династии медицинских работников из Санкт-Петербурга. Этот гарнитур пережил разные эпохи: и мятежные годы революции, и период гражданской войны, и суровые годы блокады, - и теперь расположился среди часовых инструментов.

### Парк реконструкции фатьяновской культуры
Из школьной программы многие знают, что древнейшая история человеческой цивилизации во многом связана с Древним Египтом, Грецией, Вавилоном. Задавались ли вы вопросом, а что известно о землях Русской равнины в те далёкие времена, когда египетские фараоны строили свои пирамиды? Времена, когда ещё не было ни кривичей, ни полян, ни древлян, ни вятичей. Зато здесь жили фатьяновцы – древние люди, археологическая культура которых получила название по деревне Фатьяново Ярославской губернии, неподалёку от которой в 1873 году был открыт могильник. Эта культура, несмотря на неплохую изученность, остаётся весьма загадочной. Парк призван наглядно поведать гостям о самих фатьяновцах, об археологическом изучении их культуры, и роли в нём жителей Вятского.